# Doença hereditária
As doenças hereditárias são um conjunto de doenças genéticas caracterizadas por transmitir-se de geração em geração, (não podendo pular gerações) isto é de pais a filhos, na descendência e que se pode ou não manifestar em algum momento de suas vidas. As principais são diabetes, hemofilia, hipertensão, obesidade e as alergias.
Não deve se confundir doença hereditária com:
- Doença congênita: é aquela doença que se adquire com o nascimento e se manifesta desde o mesmo. Pode ser produzida por um transtorno durante o desenvolvimento embrionário ou durante o parto.
- Doença genética: é aquela doença produzida por alterações no DNA, mas que não tem por que se ter adquirido dos progenitores; assim ocorre, por exemplo, com a maioria dos cancros (câncer).

## Classificação das doenças hereditárias

### Doenças monogênicas
São doenças hereditárias produzidas pela mutação ou alteração na sequência de DNA de um gene sozinho. Também se chamam doenças hereditarias mendelianas, por se transmitir na descendência segundo as leis de Mendel. Conhecem-se mais de 6000 doenças hereditárias monogênicas, com uma prevalência de um caso por cada 200 nascimentos. Exemplos de doenças monogênicas são:
- Anemia falciforme. (ou depranocitose)
- Fibrose cística.
- Doença de Batten.
- Doença de Huntington (cromossoma 4).
- Síndrome de Marfan.
- Hemocromatose.
- Deficiência de alfa-1 antitripsina.
- Distrofia muscular de Duchenne.
- Síndrome do X Frágil.
- Hemofilia A.
- Fenilcetonúria.

As doenças monogênicas transmitem-se segundo os padrões hereditários mendelianos como:
- Doença autossômica recessiva. Duas cópias do gene devem ser mutadas para que uma pessoa seja afetada por um distúrbio autossômico recessivo. Uma pessoa afetada geralmente tem pais não afetados, cada um com uma única cópia do gene mutado e são chamados de portadores genéticos (Aa+Aa). Cada pai com um gene defeituoso normalmente não apresenta sintomas. Duas pessoas não afetadas que carregam uma cópia do gene mutado têm um risco de 25% a cada gravidez de ter um filho afetado pelo distúrbio (aa).
- Doença autossômica dominante. Somente uma cópia mutada do gene será necessária para que uma pessoa seja afetada por um distúrbio autossômico dominante. Cada pessoa afetada geralmente tem um dos pais afetados. A chance de uma criança herdar o gene mutante é de 50%. Às vezes, condições autossômicas dominantes têm ***penetrância reduzida o que significa que, embora apenas uma cópia mutante seja necessária, nem todos os indivíduos que herdam essa mutação desenvolvem a doença. PENETRÂNCIA= probabilidade de um gene/alelo ter expressão fenótipica, ou seja, o percentual de indivíduos portadores de um genótipo de risco que de fato são afetados, quando esse valor é inferior a 100% dizemos que há penetrância reduzida.
- Doença ligada ao cromossomo X: O gene mutado localiza-se no cromossomo X. Estas doenças podem transmitir-se por sua vez de forma dominante ou recessiva. A chance de transmitir um distúrbio dominante ligado ao X difere entre homens e mulheres. Homens e mulheres são afetados por esses distúrbios, sendo os homens tipicamente mais severamente afetados que as mulheres. Os filhos de um homem com um distúrbio dominante ligado ao X não serão afetados (uma vez que recebem o cromossomo Y de seu pai), e suas filhas herdarão a condição. Uma mulher com um distúrbio dominante ligado ao X tem 50% de chance de ter um feto afetado a cada gravidez, embora em casos como a incontinência pigmentar, apenas a prole seja geralmente viável.

São um conjunto de doenças hereditárias produzidas pela combinação de múltiplos fatores ambientais e mutações em vários genes, geralmente de diferentes cromossomos. Também se chamam doenças multifatoriais.
Por exemplo, sabe-se que múltiplos genes influem na suscetibilidade de apresentar câncer de mama. Estes genes estão localizados nos cromossomos 6, 11, 13, 14, 15, 17 e 22. Devido a este conjunto de causas complexas, são bem mais difíceis de analisar que as doenças monogênicas ou os transtornos cromossômicos. Algumas das doenças crônicas mais frequentes são poligênicas, como por exemplo:
- Hipertensão arterial.
- Doença de Alzheimer.
- Diabetes mellitus.
- Vários tipos de câncer.
- Obesidade.

A herança poligênica também se associa a rasgos hereditários tais como os padrões da impressão digital, altura, cor dos olhos e cor da pele. Possivelmente a maioria das doenças são doenças multifatoriais, produzidas pela combinação de transtornos genéticos que predispõem a uma determinada suscetibilidade aos agentes ambientais.

### Doenças cromossômicas
São devidas a alterações na estrutura do cromossomo, como perda cromossômica, aumento do número de cromossomos ou translocações cromossômicas. Alguns tipos importantes de doenças cromossômicas podem-se detectar no exame microscópico. A trissomia 21 ou síndrome de Down é um transtorno frequente que sucede quando uma pessoa tem três cópias do cromossomo 21 (entre um 3 e um 4% dos casos são hereditários; o resto são congênitos).